# (6456) Golombek
(6456) Golombek est un astéroïde Amor découvert le 27 juillet 1992 par Eleanor F. Helin et Kenneth J. Lawrence à l'observatoire Palomar.